# O.Z.O.
O.Z.O. is een Nederlandse afkorting die ontstond tijdens de Tweede Wereldoorlog en voor 'Oranje zal overwinnen' staat. Tijdens de herfstmaanden van 1940 werd de afkorting al veelvuldig gebruikt. Het gebruik ervan werd gezien als stil verzetsmiddel. Zij werd niet alleen op muren geschreven, maar ook op andere manieren gebruikt. Zo verkocht een Utrechtse slotenmaker 'ozo-sloten', verpakt in de kleuren van de Nederlandse vlag, en verschenen er advertenties in verzetsbladen met titels die indirect naar de afkorting verwezen, zoals 'Onze Zuurkool Overheerlijk'. De Nederlandse afdeling van de Presseabteilung kondigde als reactie hierop acties aan tegen zowel de adverteerders als de directie van de uitgevers. Daarnaast fungeerde O.Z.O. als groet tussen verzetsmensen onderling.
Er was ook een verzetsblad dat de afkorting O.Z.O. als naam droeg.